# Warrant Live 86–97
Warrant Live 86–97 es un álbum en vivo de la banda de hard rock estadounidense Warrant lanzado en 1997.  Fue grabado en el Harpos Concert Theatre, Detroit, el 22 de noviembre de 1996 en soporte del disco Belly To Belly.

## Lista de canciones
1. "Intro"
2. "D.R.F.S.R."
3. "Down Boys"
4. "Uncle Tom's Cabin"
5. "A.Y.M."
6. "Family Picnic"
7. "Machine Gun"
8. "Heaven"
9. "Sometimes She Cries"
10. "I Saw Red"
11. "Hole in My Wall"
12. "Feels Good"
13. "Indian Giver"
14. "32 Pennies"
15. "Vertigo"
16. "Cherry Pie"

## Personal
- Jani Lane: voz
- Erik Turner: guitarra
- Jerry Dixon: bajo
- Rick Steier: guitarra
- Bobby Borg: batería
- Danny Wagner: teclados, piano